# Tonga (peuple du Malawi)
Pour les articles homonymes, voir Tonga (homonymie).
Ne doit pas être confondu avec Tonga (peuple du Mozambique) ou Tonga (peuple de Zambie et du Zimbabwe).
Les Tonga ou Batonga sont un peuple (ou un groupe ethnique) du Malawi septentrional. Pour les distinguer du peuple homonyme présent en Zambie et au Zimbabwe, ils sont parfois appelés Tonga du Malawi ou Nyassa Tonga, « Nyassa » étant l'un des noms du lac Malawi. Les deux peuples sont proches et parlent des langues similaires quoique distinctes, appartenant au groupe des langues bantoues.

## Histoire
Selon la tradition, les Tongas sont arrivés au Malawi en provenance du nord, depuis des zones habitées par des Tumbuka et des Maravi. En 1855, ils tentèrent de se révolter contre les Ngoni qui les dominaient, vainement. Les Tonga d'aujourd'hui sont ceux qui ont su résister à l'empreinte ngoni en préservant leur culture et leur style de vie.

## Culture
Les Tonga étaient originellement principalement des pêcheurs et des cultivateurs de manioc. Durant l'époque coloniale, et grâce à l'éducation reçue dans les missions, ils améliorèrent leurs revenus, devenant porteurs, travailleurs qualifiés ou semi-qualifiés et auxiliaires armés.
Les Tonga pratiquent la lobola (prix de la fiancée) une forme de dot, avec la nécessité de payer des sommes supplémentaires si une femme ou un enfant tombe malade. Anciennement, la dot était payée avec du bétail, à l'époque actuelle, elle l'est sous forme monétaire.
La religion des Tonga, à l'instar de celle de la plupart des peuples bantous, repose sur la croyance en un Dieu, unique et éloigné des Hommes, et sur le culte des ancêtres et des esprits.
Les locuteurs de la langue tonga sont au nombre de 271 000 environ en 2009.